# Labanda muscosa
Labanda muscosa är en fjärilsart som beskrevs av Walker 1865. Labanda muscosa ingår i släktet Labanda och familjen trågspinnare. Inga underarter finns listade i Catalogue of Life.